# Pakistan Post
Pakistan Post — компания, основанная в 1947 году и отвечающая за почтовую связь в Пакистане, официальный почтовый оператор страны.

## Характеристика
В компании работает 38 000 сотрудников, всего в стране более 12.000 почтовых отделений. Pakistan Post оказывает универсальные почтовые услуги, осуществляет перевод денежных средств, почтовые переводы, оформление почтовых чеков, сберегательные операции, инвестиционную деятельность.
Пакистан является членом Всемирного почтового союза с 1947 года.